# Oscar Gauthier
Pour les articles homonymes, voir Gauthier.
Oscar Gauthier, né le 7 septembre 1921 à Fours (Nièvre) et mort le 17 juillet 2009 à Paris, est un peintre français.

## Biographie
Après avoir suivi les cours de l’École des beaux-arts de Paris et ceux de la Grande Chaumière dans l'atelier d'Othon Friesz, Oscar Gauthier séjourne un an aux États-Unis.
À son retour en 1948, il devient un des chefs de file de l’Abstraction lyrique de l’immédiate après-guerre et entre à la galerie Colette Allendy, qu’il délaissera en 1952 pour rallier le groupe du peintre John-Franklin Koenig à Saint-Germain-des-Prés. Ce groupe est défendu par Jean-Robert Arnaud qui, associé au peintre John-Franklin Koenig, ouvre une galerie 34, rue du Four à Paris. Pendant dix ans, ce lieu sera le carrefour de la jeune peinture d'avant-garde (Abstraction Lyrique, ou paysagisme lyrique, suivant le terme de Michel Ragon).
Oscar Gauthier est un paysagiste abstrait, préoccupé par la lumière et le mouvement.
Son travail des années 1950, usant d’une matière épaisse et structurée, est à situer dans l’expressionnisme abstrait.

## Postérité
En 2006, Oscar Gauthier fait partie des peintres rassemblés au Musée du Luxembourg (Sénat) pour l'exposition « L'Envolée lyrique, Paris 1945-1956 ».